# Тереховицы
Тереховицы — деревня в Камешковском районе Владимирской области России, входит в состав Второвского муниципального образования.

## География
Деревня расположена в 6 км на северо-восток от центра поселения села Второво и в 5 км на юго-запад от райцентра Камешково, железнодорожная станция Тереховицы на линии Владимир — Ковров.

## История
В конце XIX — начале XX века Тереховицы крупная деревня в составе Лаптевской волости Владимирского уезда. В 1859 году в деревне числилось 60 дворов, в 1905 году — 106 дворов.
С 1929 года деревня входила в состав Волковойновского сельсовета Ковровского района, с 1940 года — в составе Камешковского района. С 2005 года в составе Второвского муниципального образования.

## Население
| 1859 | 1897 | 1905 | 1926 |
| ---- | ---- | ---- | ---- |
| 410  | 518  | 530  | 601  |

| 1859 | 1897 | 1905 | 1926 | 2002 | 2010 | 2021 |
| ---- | ---- | ---- | ---- | ---- | ---- | ---- |
| 410  | ↗518 | ↗530 | ↗601 | ↘156 | ↘126 | ↗190 |

## Инфраструктура
В деревне имеется дом культуры.

## Известные уроженцы села
- Ситников, Михаил Петрович (1908-1981) - Герой Социалистического Труда, слесарь-лекальщик Ковровского механического завода Министерства оборонной промышленности СССР, Владимирская область.